# Буон Рипозо (Арецо)
Буон Рипозо је насеље у Италији у округу Арецо, региону Тоскана.
Према процени из 2011. у насељу је живело 25 становника. Насеље се налази на надморској висини од 214 м.